# Alyssum mozaffarianii
Alyssum mozaffarianii är en korsblommig växtart som beskrevs av Kavousi. Alyssum mozaffarianii ingår i släktet stenörter, och familjen korsblommiga växter. Inga underarter finns listade i Catalogue of Life.